# Írafár
Írafár är en isländsk pop/rock-grupp bildad 1998. Sångerska sedan november 1999 är Birgitta Haukdal.

## Medlemmar
- Birgitta Haukdal - sång
- Vignir Snær Vigfusson - gitarr, sång
- Sigurdur Runar Samúelsson - bas
- Andri Guðmundsson - keyboard
- Jóhann Ólafsson Bachmann - trummor

## Diskografi
Album
- Allt sem ég sé ("Allt jag ser") (2002)
- Nýtt upphaf ("En ny början") (2003)
- Írafár (2005)

Singlar (i urval)
- Hvar er ég? ("Var är jag?") (2000)
- Fingur ("Finger") (2001)
- Eldur í mér ("Eld i mig") (2001)
- Ég sjálf ("Mig själv") (2002)
- Stórir hringir ("Stora ringar") (2002)
- Allt sem ég sé ("Allt jag ser") (2002)
- Aldrei mun ég ("Aldrig ska jag") (2003)
- Fáum aldrei nóg ("Vi får aldrig nog") (2003)
- Stel frá þér ("Stjäl från dig") (2003)
- Lífið ("Livet") (2004)
- Leyndarmál ("Hemlighet") (2005)
- Alla tíð ("Alltid") (2005)
- Ég missi alla stjórn ("Jag tappade all kontroll") (2005)